# 149/12 Mod. 14
L'Obice da 149/12 Mod. 14 è un obice derivato dal Krupp 15 cm sFH 13 tedesco e prodotto su licenza dalla Ansaldo e dalla Vickers-Terni. Assegnato all'artiglieria di corpo d'armata, fu impiegato durante la prima e seconda guerra mondiale e la guerra civile spagnola.

## Storia
Nel 1904 l'Esercito imperiale tedesco aveva introdotto in servizio l'obice 15 cm sFH 02, che sarebbe diventato l'artiglieria pesante campale tedesca durante la Grande Guerra. Da questo ottimo pezzo la Krupp derivò il 15 cm M. 1906, destinato all'esportazione, che ebbe infatti grande successo venendo acquistato da Bulgaria, Impero ottomano, Giappone ed altri. La versione successiva, il Krupp 15 cm M. 1913, venne acquistato nel 1914 anche dal Regno d'Italia. Con l'entrata in guerra nel 1915, ovviamente la produzione Krupp per l'Italia si interruppe a 112 pezzi. Ma poco prima dell'inizio della guerra la Ansaldo e la Vickers-Terni avevano acquisito la licenza di produzione dell'obice, che, designato secondo la classificazione italiana Obice da 149/12 (dove 12 è la lunghezza della canna espressa in calibri) o anche Obice da 149/12 A (Ansaldo), venne quindi prodotto in più di 1500 esemplari. Oltre al Mod. 14 originale, le due aziende italiane produssero il Mod. 16 da montagna ed il Mod. 18 con affusto modificato.
Largamente impiegato durante la prima guerra mondiale, fu fornito all'Albania, al tempo stato satellite del Regno, e alla Bulgaria e probabilmente all'Austria e alla Polonia. Nel 1940, l'Italia entrò nuovamente in guerra con 580 Mod. 14 e 116 Mod. 18, non avendo terminato la sostituzione di questo pezzo con lo Škoda 15 cm Vz. 1914 di preda bellica.

## Tecnica
- granata da 149/12: in acciaio, caricata con tritolo o pentrite o miscela acido picrico-tritolo (MAT) o miscela binitrofenolo-tritolo (MBT), polvere nera e colofonia per il caricamento fumogeno, del peso di 41,45 kg.
- granata da 149/12 corta: in acciaio, caricata con MAT o MBT, del peso di 38,9 kg.
- shrapnel da 149/12-35: in acciaio, con pallette di piombo ed antimonio, del peso di 42,34 kg.
- granata di ghisa acciaiosa da 149/12-35: di ghisa acciaiosa come quella del 149/35 Mod. 1901.

La canna, con rigatura sinistrorsa a 36 rilievi, è rinforzato da un manicotto portante l'otturatore a cuneo orizzontale ed un anello a circa 5 centimetri dalla volata. L'aspetto a gradini che la canna quindi assume è il tratto distintivo dell'arma, soprattutto rispetto al simile Škoda 15 cm Vz. 1914. Il manicotto e l'anello sono parte della slitta su cui poggia la canna. La slitta abbraccia la culla, sulla quale scorre, tramite due guide laterali; nella culla sono posizionati il freno di sparo a controasta centrale ed a scanalature nel cilindro ed il recuperatore idropneumatico, accessibili tramite la caratteristica piastra frontale. La culla è incavalcata sull'affusto su orecchioni molto arretrati. Il sistema di puntamento è formato da un alzo a tamburo e da un cannocchiale panoramico Mod. Cortese-Falcone. Il Mod. 14 monta la scudatura curva originale, fissata a livello della sala. L'affusto ha una carreggiata di 1,48 m e ruote a razze di legno da 1,3 m di diametro, con coda unica.
Il Mod. 16 ha un carriaggio appositamente progettato da Ansaldo per l'impiego in terreno montuoso, con carreggiata ridotta a 1,23 m e ruote di solo 1000 mm di raggio; le sale delle due ruote hanno inoltre nell'affusto due alloggiamenti per lato: in posizione normale le sale sono inserite nell'alloggiamento superiore (altezza dal suolo: 1030 mm), permettendo una elevazione tra 0° e 45°; inserite negli alloggiamenti più in basso, consentono una maggiore distanza dal suolo (1060 mm) e la possibilità di rinculare ad elevazioni tra +25° e +65°, permettendo di battere agevolmente le posizioni sui versanti delle montagne. Il freno di sparo è idraulico a controasta con valvola per il ritorno e recuperatore a molla.
Il Mod. 18 fu prodotto in quantità notevoli e si distingueva per lo scudo curvo posizionato davanti alle ruote e per la coppia di sedili per serventi posti sulla coda in senso di marcia. L'alzo va da +3°30' a +65° e la carreggiata sale a 1,50 m. Il freno di sparo è idraulico a controasta con valvola per il ritorno e recuperatore a molla.
Il traino viene effettuato caricando il pezzo su un carrello elastico con ruote esterne a quelle del pezzo, con carreggiata di 2080 mm e peso della vettura di 2814 kg. La batteria è composta da 4 obici, 4 trattori Pavesi P4, 2 mitragliatrici per la difesa ravvicinata e 7 autocarri. In configurazione di marcia la batteria si sviluppa su strada per 260 m e si muove a 12–20 km/h. La messa in batteria richiede pochi minuti.